# El Zumbido
El Zumbido (The Hum en inglés) es un fenómeno o una colección de fenómenos que involucra una serie de reportes sobre un zumbido persistente de baja frecuencia no audible por todas las personas. Los zumbidos han sido ampliamente reportados por los medios de comunicación nacionales de Gran Bretaña y Estados Unidos. Algunas veces se pone como sufijo el nombre de la localidad en donde fue escuchado; por ejemplo, el «Zumbido de Bristol», el «Zumbido de Taos» o «El Zumbido Platense». 
La información del estudio del Zumbido de Taos sugiere que solo el 2% de la población pudo percibirlo, y el Daily Telegraph reportó, en 1996, que el 2% de las personas escuchó el Zumbido de Bristol. Para aquellos que son capaces de escuchar el zumbido, puede ser un fenómeno muy perturbador. Sin embargo, ha habido una gran cantidad de escepticismo por parte de las personas que no han podido oírlo.

## Descripción
El elemento esencial que define el Zumbido es que es percibido como un sonido persistente de baja frecuencia, a menudo comparable al sonido de un Motor diésel. Otros sonidos similares, como el ruido de tránsito, han sido descartados. Existen varias reproducciones de audio del Zumbido disponibles en la web, incluyendo al menos una grabación.
Existen otros elementos que parecen estar significativamente asociados con el Zumbido reportados por una cantidad importante de personas que lo han oído, pero no por todos. Algunas personas oyen el Zumbido sólo dentro de edificios o estructuras. Algunas perciben vibraciones que pueden ser sentidas en su cuerpo. Se ha reportado que el uso de tapones para oídos no disminuye el sonido.  Para aquellos que son capaces de escucharlo, puede ser un fenómeno perturbador que ha sido conectado, al menos, con tres suicidios en el Reino Unido.
El Daily Telegraph reportó que el dos por ciento de las personas pudieron oír el Zumbido de Bristol; asimismo, investigaciones acerca del Zumbido de Taos indicaron que el dos por ciento podía oírlo. El Zumbido parece estar concentrado geográficamente, ya que las personas que lo oyen dejan de oírlo al alejarse de él. El rango de escucha del Zumbido de Taos era de 48 a 72 kilómetros, según lo reportado. Las mujeres parecen verse más afectadas por el Zumbido que los hombres. La edad parece ser un factor, ya que han sido más capaces de escucharlo personas mayores.
El Zumbido, tradicionalmente, ha sido difícil de grabar; Deming declaró en 2004 que no había habido reportes exitosos de medidas de vibraciones de sonido asociadas al Zumbido que no pudieran ser atribuidas a algún ruido ambiental o industrial. Sin embargo, en 2006, el Dr. Tom Moir de la Universidad de Massey en Auckland, Nueva Zelanda logró hacer una grabación del Zumbido de Auckland. El punto más alto de potencia capturada de densidad espectral del Zumbido llega a una frecuencia de 56 hertz. El Zumbido de Taos estaba entre 40 y 80 hertz. Asimismo, se han reportado sonidos con frecuencias más altas; el Zumbido de Hueytown (Alabama) ha sido comparado con el sonido de un equipo de dentista.
Sin embargo, ha habido escepticismo entre aquellos que no pueden oírlo y algunos especialistas acerca de la existencia del Zumbido. En 2009, el jefe del departamento de audiología del hospital de Addenbrooke, Cambridge, David Baguley, declaró que creía que los problemas de las personas con los zumbidos estaban basados en el mundo físico alrededor del 33%, y añadió que el resto se debe a una concentración voluntaria en los ruidos ambientales. Su investigación actual se enfoca en el uso de la psicología y técnicas de relajación para minimizar el estrés, que conlleva una disminución en el ruido. Leventhall, quien preparó un reporte para el Gobierno de Reino Unido al respecto, sugirió que el uso de terapias cognitivo-conductuales era efectivo: "Es una cuestión de si al escucharlo estás tenso o relajado. La terapia parece funcionar, al ayudar a las personas a tener una actitud diferente frente a ello."

## Historia
Sólo se han publicado unos pocos artículos científicos al respecto, incluyendo: Frosch, 2013; Deming, 2004; Mullins & Kelly, 1998, 1995; Broner, 1978; Vasudevan & Gordon, 1977; otros por consultores como Cowan, 2003; Leventhall, 2003; otros no-científicos en la revista semanal New Scientist como Hanlon, 1973; Fox, 1989; Wilson, 1979. Fuera de ellos, ha tenido poca atención.
El Proyecto de Base de Datos Mundial del Zumbido y el Proyecto de Mapeo fueron lanzados en diciembre de 2012, con el objetivo de construir mapas sobre los lugares en los que se ha escuchado el Zumbido y proveer de una base de datos para investigadores independientes y profesionales.
Zumbidos reportados alrededor del mundo, ordenados cronológicamente:

### Londres y Southampton, Gran Bretaña (años 1940)
Más de 2.000 personas reportaron escuchar sonidos, en la década de los 40, en las áreas de Londres y Southampton en Gran Bretaña.

### Auckland, Nueva Zelanda (1977)
El Zumbido de Auckland fue reportado por primera vez en 1977. De acuerdo con los reportes, fue escuchado principalmente en el norte de la localidad, aunque también ha sido reportado en el este. El Dr. Tom Moir de la Universidad de Massey comenzó su investigación en 2006. No ha alcanzado conclusiones definidas, pero la información lo llevó a sugerir que el Zumbido no estaba relacionado con motivos eléctricos, instrumentos de comunicación (como teléfonos, radio, etc.), ni con proyectos militares. Encontró que se comportaba como un fenómeno natural que se volvía más fuerte a baja presión del aire.
Él realizó una grabación del Zumbido.

### Bristol, Inglaterra, Gran Bretaña (1979)
En Gran Bretaña, el ejemplo más famoso fue el Zumbido de Bristol que cubrió los titulares de 1979.  800 personas reportaron escucharlo. Finalmente, fue culpado al tránsito y fábricas de Avonmouth.

### Taos, Nuevo México, Estados Unidos (1992)
Fue en 1992 cuando el fenómeno del Zumbido comenzó a ser reportado en Norteamérica, con quejas de muchos ciudadanos que vivían cerca de la ciudad de Taos, Nuevo México.
La Universidad Estatal de Nuevo México realizó estudios sobre el zumbido de Taos. En una de sus pruebas, se les pidió a algunos escuchas que relacionaran el Zumbido con un generador de sonido, resultando en un rango de frecuencias que iba de los 32 a los 80 Hz con frecuencia de modulación de 0,5 a 2 Hz. Los investigadores no pudieron encontrar fuentes acústicas, sísmicas o electromagnéticas que pudieran ser relacionadas con el Zumbido.
El Zumbido de Taos apareció en un programa de televisión llamado Misterios Sin Resolver, y fue brevemente mencionado en un episodio de  The X-Files.

### Kokomo, Indiana, Estados Unidos (1999)
Kokomo, una ciudad con 47.000 habitantes, invirtió $100.000 dólares en la investigación del zumbido después de alrededor de 100 quejas y reclamos que se hicieron desde 1999. Algunas quejas culparon al zumbido de síntomas físicos, incluyendo dolores de cabeza, náuseas, diarrea y fatiga. Uno de ellos reportó que su salud mejoró después de salir de la ciudad. En noviembre de 2002, fueron contratados consultores acústicos de Acentech por el Consejo de Trabajo Público y Seguridad de la Ciudad de Kokomo para investigar el fenómeno del Zumbido.
La investigación de Acentech no encontró evidencia de vibraciones terrestres dentro de la percepción humana. Su investigación de fuentes acústicas localizó dos sonidos que estaban a 20 decibelios sobre el fondo, con frecuencias de 36 y 10 hertz. El primero era una torre de enfriamiento de la planta local de Daimler AG que emitía a 36 hertz; el segundo era un compresor de aire dentro de la planta de Heynes International que emitía a 10 hertz. Sin embargo, aún después de que estos ruidos se solucionaran, algunos residentes seguían reportando oír el zumbido.

### Calgary, Alberta, Canadá (2008)
La investigación del zumbido de Ranchland comenzó en 2008. Marcia Epstein, una ecóloga acústica de la Universidad de Calgary, quien investiga en su tiempo libre, declaró que mientras que se ha presentado en una variedad de tonos, ha habido una concentración de frecuencias cerca de los 40 hertz, descrita algunas veces como un "sentimiento de vibraciones", afectando entre el 12% y 20% de la comunidad. La investigación seguía en curso en 2013.

### Windsor, Ontario, Canadá (2009)
Este fenómeno, reportado por primera vez en 2009, también ha sido reportado desde 2011 en Windsor, Essex y Ontario, Canadá. Un estudio realizado en 2011 por Earthquakes Canada indicó que el zumbido pudo estar originado en la altamente industrial isla Zug en el lado estadounidense del río de Detroit. En 2012, se reportaron llamadas de 13,000 residentes reportando el sonido.
En 2013, el gobierno canadiense invirtió $60.000 dólares en la investigación hecha por la Universidad de Windsor para determinar la fuente del ruido. Un reporte sacado en 2014 confirmó que el origen del sonido provenía de la isla Zug, aunque la fuente de origen precisa no ha sido determinada. Hen comenzado juntas con oficiales de Estados Unidos para discutir el estudio.

### Woodland, Inglaterra, Gran Bretaña (2011)
En junio de 2011, residentes de una pequeña aldea rural de Woodland, Inglaterra, reportaron experimentar un zumbido que había durado dos meses. Se ha sugerido que dicho sonido probablemente se debía a actividad minera en el área.

### Beaufort, County Kerry, Irlanda (2012)
El Zumbido también ha frustrado a residentes de Beaufort, Irlanda. El tema fue tratado en el Parlamento por Michael Healy-Rae, quien escuchó personalmente el Zumbido.

### Seattle, Washington, Estados Unidos (2012)
El "Zumbido del Oeste de Seattle" en Seattle, Estados Unidos, se reportó por primera vez en 2012, aunque varios residentes declararon haberlo oído en años previos. Uno de ellos sugirió que el culpable era la llamada de apareamiento del pez sapo, aunque un investigador involucrado de la Universidad de Washington determinó que este no era el caso en Seattle. Negocios locales del área West Marginal Way trabajaron con el West Seattle Blog para aislar y eliminar el ruido, el cual se ha determinado que proviene del equipo usado para descargar mercancía de los barcos.

### Wellington, Nueva Zelanda (2012)
El 8 de octubre de 2012, el consejo de la ciudad de Wellington, Nueva Zelanda, comenzó a recibir quejas sobre un misterioso zumbido. Una investigación del consejo falló al tratar de determinar el origen del zumbido, ya que los investigadores no lograron oírlo. El Zumbido desapareció poco después de ser reportado. Sin embargo, el consejo sugirió que la causa del zumbido era un barco de Singapur que estuvo en Wellington un día antes de que los reportes fueran recibidos.

### Chubut, Argentina (2012)
El viernes 23 de noviembre de 2012 recibieron quejas de sonidos oídos desde el cielo en Comodoro Rivadavia, similar a una trompeta; un extraño y reiterativo ruido sonó durante algunas horas sobre las cabezas de los habitantes de la ciudad chubutense. El fenómeno llamó ampliamente la atención.

### Aldaya (Valencia), España (2013)
En la madrugada del lunes 14 de febrero de 2013, numerosas personas que se levantaron a las cinco de la mañana para ir a trabajar, al tomar su coche escucharon extrañísimos sonidos provenientes de la atmósfera terrestre, tipo "sensurround", que interpretaron no podían ser de fábricas, aviones o cosas parecidas. De origen como metálico. Algunas de ellas telefonearon al periódico Levante de la ciudad de Valencia, informando de lo que acababan de escuchar, por si se tratase de alguna amenaza extraña, de origen terrestre, o de origen extraterrestre contra la población general; miembros de la redacción tomaron datos y publicaron algo al respecto con cierto escepticismo.

### Cádiz, España (2014)
Al menos 50 gaditanos percibieron en la madrugada del 7 de enero de 2014 entre las 4.30 y las 6.30 horas un extraño sonido metálico que desveló, especialmente, a los habitantes del casco antiguo. Uno de ellos grabó un vídeo con su móvil que puede encontrarse en YouTube.

### Salta, Argentina (2015)
Durante la madrugada del lunes 20 de abril de 2015 a las 3:00 a. m., en la ciudad de Salta se hacen públicos numerosos reportes de ciudadanos escuchando el mítico zumbido. Se teje una maraña de especulaciones acerca de su origen, incluso se publica una noticia en el diario local .

### Tucumán, Argentina (2015)
La madrugada del viernes 12 de junio de 2015 a las 4:45 a. m., en la ciudad de San Miguel de Tucumán, se produjeron extraños ruidos en el cielo Tucumano; también se publica una noticia en el diario local.

### Córdoba, Argentina (2017)
En la madrugada del viernes 20 de enero de 2017,cuando cientos de cordobeses se mantuvieron despiertos al oír estruendos en la ciudad,  los ruidos ambientales, similares a explosiones lejanas, generaron actividad en redes sociales con decenas de usuarios preguntando su origen.
Comentarios en redes sociales indicaban que se escuchaban como trompetas; otros indicaban que eran explosiones.

### Mendoza, Argentina (2018)
Reportes de varios vecinos coincidieron en la escucha de inquietantes ruidos en el cielo durante la madrugada del día 10 de julio de 2018.
Los ruidos eran similares al bullicio provocado por bocinas y trompetas, e incluso a los generados por el paso de un tren.

### Valencia, España (2018)
El día 8 entre las 4:30 y las 5 de la madrugada, con una duración de unos 5 minutos, varios valencianos escucharon este sonido en el área comprendida entre el Marítimo, Blasco Ibáñez, Peris y Valero, etc. hasta Mislata, lo que supone prácticamente toda la capital.

### Isla de Lewis, Escocia (2025)
Durante semanas se ha escuchado en la Isla de Lewis, Escocia, un sonido constante de 50 Hz. Alrededor de 200 personas afirman poder escucharlo, y que es más prominente en la costa que en el centro de la isla.

## Posibles explicaciones

### Aparatos mecánicos
La mayoría de los zumbidos no han sido rastreados hasta ninguna fuente mecánica específica.
En el caso de Kokomo, una ciudad con alta actividad industrial, el origen del zumbido se pensaba que venía de dos fuentes. La primera era un tono de 36 hertz de una torre de enfriamiento en la planta local de Chrysler, y el segundo era un tono de 10 hertz de un compresor de aire en la planta de Haynes International. Después de que se arreglaran ambas plantas, el zumbido persistió.
Sin embargo, dos zumbidos han sido relacionados con fuentes mecánicas. El Zumbido de Seattle fue rastreado hasta una bomba de vacío utilizada por CalPortland para descargar la carga de los barcos. Después de que CalPortland reemplazara los silenciadores de la máquina, se reportó que el zumbido dejó de escucharse. Asimismo, se piensa que el Zumbido de Wellington tenía que ver con el generador diésel de un barco visitante. Un tercer zumbido en Windsor es altamente probable que se haya originado en una planta siderúrgica en la zona industrial de Zug Island.

### Tinnitus
Un diagnóstico sugerido del tinnitus, una malformación del sistema auditivo, es considerado por diversos físicos en respuesta a los reportes sobre el Zumbido. El tinnitus es generado internamente por los sistemas auditivo y nervioso, sin necesidad de estímulos externos. Sin embargo, la teoría de que el Zumbido es en realidad tinnitus falla en explicar por qué el Zumbido puede ser escuchado sólo en ciertas regiones geográficas. Pueden existir diferencias individuales en cuanto a la percepción de un estímulo acústico o no acústico.
Mientras que el Zumbido es, hipotéticamente, la consecuencia de alguna forma de baja frecuencia de tinnitus, algunas personas que han logrado escucharlo afirman que no es algo interno, siendo peor en sus hogares que fuera de ellos. Sin embargo, otros insisten en que lo sienten igual dentro que fuera de una estructura. Algunas personas notan el Zumbido únicamente cuando están en sus hogares, mientras que otras lo escuchan adonde quiera que vayan. Algunos que lo escuchan reportan que el sonido empeora cuando se tapan los oídos, lo que hace que únicamente disminuyan los sonidos ambientales, haciendo más aparente el Zumbido.
Algunas personas que sufren de tinnitus y también escuchan el Zumbido describen que son aparentemente diferentes, y muchos han reportado encontrar lugares en los que no lo escuchan en absoluto. Una investigación hecha por un equipo de científicos en Taos declaró la posibilidad de que el Zumbido sea una consecuencia del tinnitus.

### Emisiones otoacústicas espontáneas
Los oídos humanos generan sus propios ruidos, llamados emisiones otoacústicas (SOAEs), los cuales afectan a entre el 38% y el 60% de la población, aunque la mayoría no se da cuenta de estos sonidos. Las personas que escuchan estos sonidos generalmente los relacionan con un aleteo alejado, especialmente si se encuentran en completo silencio. Grabaciones de sonidos que parecen ser el Zumbido, como la hecha en Auckland, indicarían que las emisiones otoacústicas no pueden explicar todo lo relacionado con el Zumbido.
Frosch ha sugerido que el Zumbido tiene muchas propiedades similares a las atribuidas a las SOAEs. Las frecuencias de ambos son audibles aproximadamente por el 2% de la población y tienden a disminuir con el paso de los años. Asimismo, investigaciones sugieren que el Zumbido y las SOAEs pueden ser eliminados con una dosis de 2.4 gramos de aspirina después del primer día de medicación, y que pueden ser eliminados mediante algunos movimientos de cabeza. Él sugiere que las mismas estructuras internas del oído son responsables de la generación de ambos ruidos.

### Colisiones de olas oceánicas
A principios de junio de 2008, un artículo publicado en Proceedings of the Royal Society dio a conocer la ubicación del zumbido llamada "hum hotspot", una "fuente energética en el área del sur de Islandia, donde los patrones del viento son conducidos especialmente para generar ondas opuestas en el mismo periodo y la profundidad del océano es favorable para la generación eficiente de micro sismos a través de la resonancia de ondas longitudinales." Investigadores de la USArray Earthscope han rastreado una serie de ruidos infrasónicos producidos por olas rompiendo juntas, rompiendo en el fondo oceánico. Los sonidos de estas colisiones podrían viajar a muchas partes del mundo.

### Peces
Una de las causas consideradas posibles del Zumbido del Oeste de Seattle era que estaba relacionado con la llamada de apareamiento del sapo cabezón Porichthys notatus. Un zumbido previo en Sausalito, también en la costa oeste de Estados Unidos, fue atribuido a la llamada de apareamiento del macho de dicho pez. Sin embargo, en ese caso el zumbido afectó a las personas que vivían en botes que se encontraban cerca de la región. En el caso del Oeste de Seattle, un investigador de la Universidad de Washington determinó que sería imposible que el sonido del pez viajara tan lejos como para llegar al sitio de los reportes.
La Asociación Escocesa para la Ciencia Marítima sugirió que el sonido del zumbido nocturno escuchado en Hythe, Hampshire, en el Reino Unido, podría ser producido por un pez similar. El consejo creyó que esta sería una causa improbable porque dicho pez no se encuentra fácilmente en los océanos del Reino Unido. Al mes de febrero de 2014, la fuente aún no había sido ubicada, aunque el sonido ha sido grabado.

## Cobertura de los medios
El Zumbido de Taos apareció en el show de televisión titulado Misterios Sin Resolver. También se mencionó en el "Top Ten de Fenómenos Inexplicables" de LiveScience', donde ocupó el décimo lugar.
También fue recogido por el programa Cuarto Milenio de la Cadena Cuatro en España el 24 de enero de 2016.

## Cultura popular
En 1998, en un episodio de The X-Files titulado "Drive", el agente Mulder especula que hay ondas de radio con una frecuencia muy baja (ELF) que "podrían estar detrás del llamado Zumbido de Taos."